# Hlas – sociálna demokracia
Hlas – sociálna demokracia (Eigenschreibweise: HLAS – sociálna demokracia; deutsch Stimme – Sozialdemokratie) ist eine slowakische politische Partei.
Die Gründung wurde vom Nationalratsabgeordneten und späteren Parteivorsitzenden Peter Pellegrini am 29. Juni 2020 angekündigt, am selben Tag verließ er seine bisherige Partei Smer – sociálna demokracia zusammen mit zehn weiteren Abgeordneten von Smer-SD. Vorausgegangen waren Auseinandersetzungen um den Parteivorsitz in der Smer-SD sowie immer größer werdende Meinungsunterschiede zwischen dem langjährigen Parteivorsitzenden Robert Fico und dem bisherigen stellvertretenden Vorsitzenden Pellegrini.
Am 11. September 2020 wurde die Partei vom slowakischen Innenministerium offiziell registriert. Da die Gründung einer eigenen Fraktion im Nationalrat bisher nicht erfolgte, waren die 11 Abgeordneten von Hlas bis zur Nationalratswahl 2023 fraktionslos.
Nach der Wahl des Parteivorsitzenden Peter Pellegrinis zum Präsidenten der Slowakischen Republik trat er als Vorsitzender der Partei zurück und stellte zugleich seine Mitgliedschaft in der HLAS-Partei ruhend. Auf dem folgenden Parteitag wurde auf Aufforderung Pellegrinis, der Innenminister der Regierung Fico IV Matúš Šutaj Eštok zum neuen Vorsitzenden der HLAS gewählt. Zugleich wurden die stellvertretenden Vorsitzenden in ihrer Funktion bestätigt, mit Ausnahme des Ministers für Bildung Tomáš Drucker, der neu in die Funktion gewählt wurde. Pellegrini erhielt auf dem Parteitag die neue Funktion des Gründungsvorsitzenden, womit er bis auf weiteres Einfluss in der Partei behält.